# Norman Lindsay
Norman Alfred William Lindsay, conhecido como Norman Lindsay (Creswick, 22 de fevereiro  de 1879 – Springwood, 21 de novembro  de 1969), foi um artista, escultor e escritor australiano; também foi cartunista e boxeador amador.

## Biografia
Lindsay nasceu em Creswick em 1879, filho de um cirurgião anglo - irlandês, Robert Charles William Alexander, e Jane Elizabeth Lindsay, filha do reverendo Thomas Williams, o quinto de dez filhos, incluindo: Percy, Lionel, Ruby e Daryl.
Lindsay casou-se com Catherine (Kate) Agatha Parkinson, em Melbourne em 23 de maio de 1900, com quem teve três filhos: Jack, nascido em Melbourne em 20 de outubro do mesmo ano, que tornou-se editor, escritor e ativista, Raymond, nascido em 1903 e Philip, nascido em 1906. Eles se divorciaram em 1918, enquanto Philip morreu em 1958, seguido por Raymond em 1960 .
Lindsay morreu em 1969 e foi enterrado no cemitério de Springwood no subúrbio homônimo perto de sua casa em Faulconbridge.

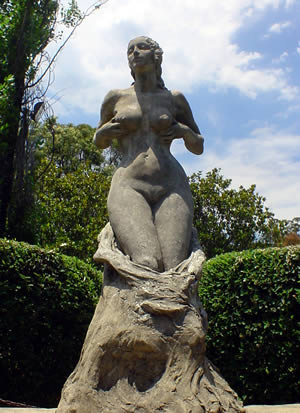
Estátua de um nu nos jardins de Norman Lindsay

### Rose Soady
Rose Soady se tornou a modelo de Lindsay em 1902, sua segunda esposa, sua gerente e sua fonte de inspiração para a maioria de suas gravuras. Em 1909 Lindsay partiu para Londres e juntou-se a Rose lá em 1910.
Lindsay casou-se com Soady em 14 de janeiro de 1920, com quem teve Jane e Helen (Honey). Jane morreu mais tarde em 1999, enquanto Honey permaneceu nos Estados Unidos no início da Segunda Guerra Mundial .
Além disso, Jane adquiriu o estúdio de gravura da propriedade de Faulconbridge em 1949 e construiu uma casa ao redor dele, enquanto Honey foi casada duas vezes, com Bruce Glad e Richard Siau.

## Carreira

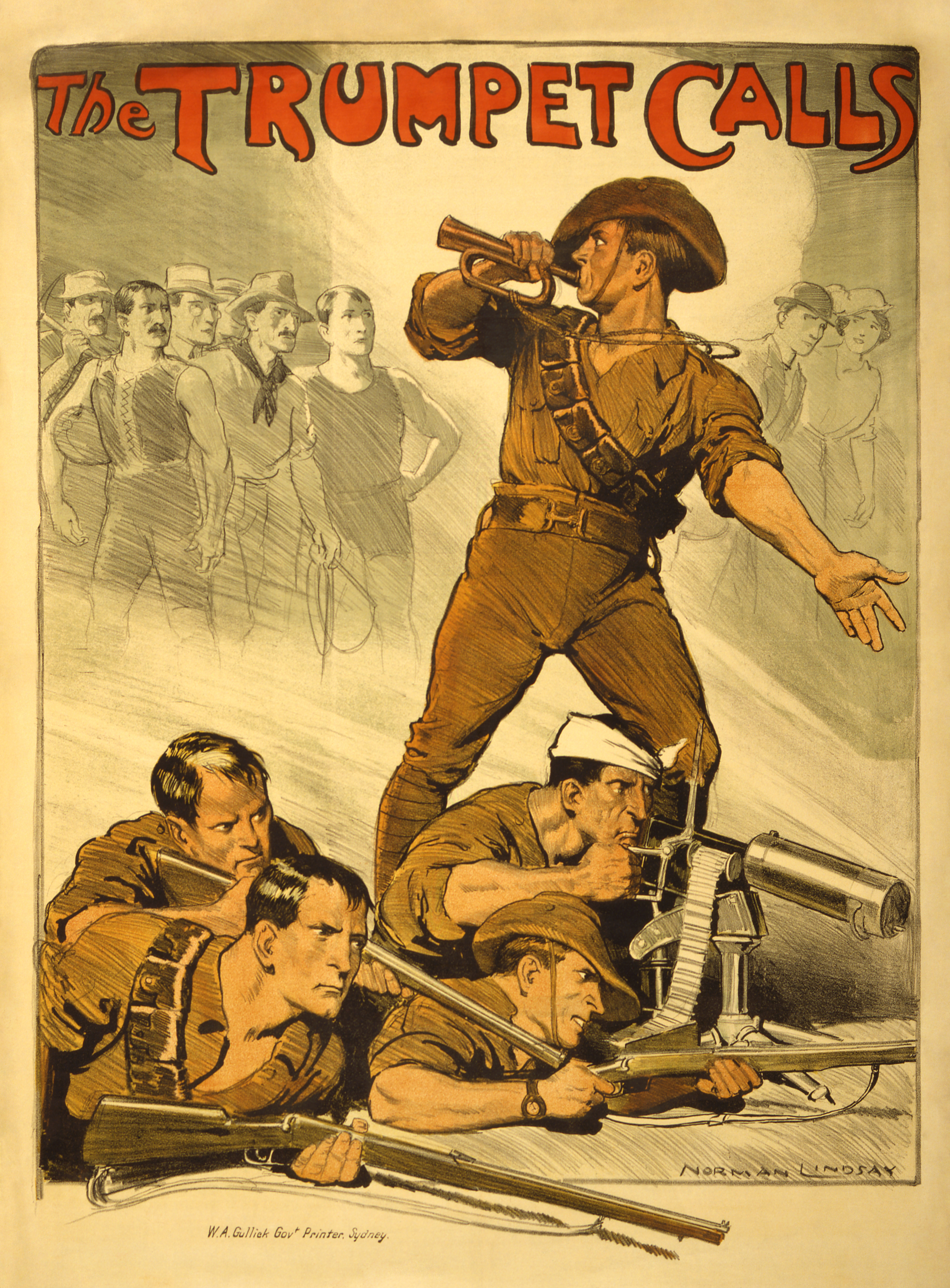
Norman Lindsay, The trumpet calls (A trombeta chama) (Sydney: WA Gullick Govt. Impressora, c.1918), Biblioteca Nacional da Austrália. Lindsay produziu uma série de cartazes e cartuns de propaganda e recrutamento para o governo australiano durante a Primeira Guerra Mundial

Em 1895, Lindsay mudou-se para Melbourne para trabalhar em uma revista local com seu irmão mais velho, Lionel. Suas experiências em Melbourne são descritas em Rooms and Homes .
Em 1901, junto com Lionel, ele também fez parte da equipe do Sydney Bulletin .
Lindsay escreveu o romance infantil The Magic Pudding, publicado em 1918 e escandalizou com seu romance Redheap (provavelmente baseado em sua cidade natal, Creswick),  banido devido às leis de censura.

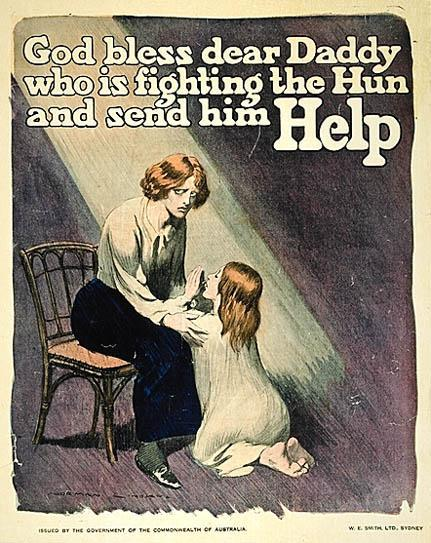
Desenhos como este foram usados por Lindsay tanto para recrutamento quanto para alistamento durante a Primeira Guerra Mundial

Lindsay trabalhou como cartunista editorial, conhecido por suas posições políticas racistas e de direita publicadas no The Bulletin ; a "Ameaça Vermelha" e o "Perigo amarelo" eram temas populares em seus cartuns.
Lindsay se associou a vários poetas, como Kenneth Slessor, Francis Webb e Hugh McCrae, influenciado em parte por sua visão filosófica delineada em seu livro Creative Effort . Ele também ilustrou a capa da obra de Henry Lawson , While the Billy Boils .
Lindsay influenciou muitos artistas, principalmente os ilustradores Roy Krenkel e Frank Frazetta, e era amigo de Ernest Moffitt .

### Europa

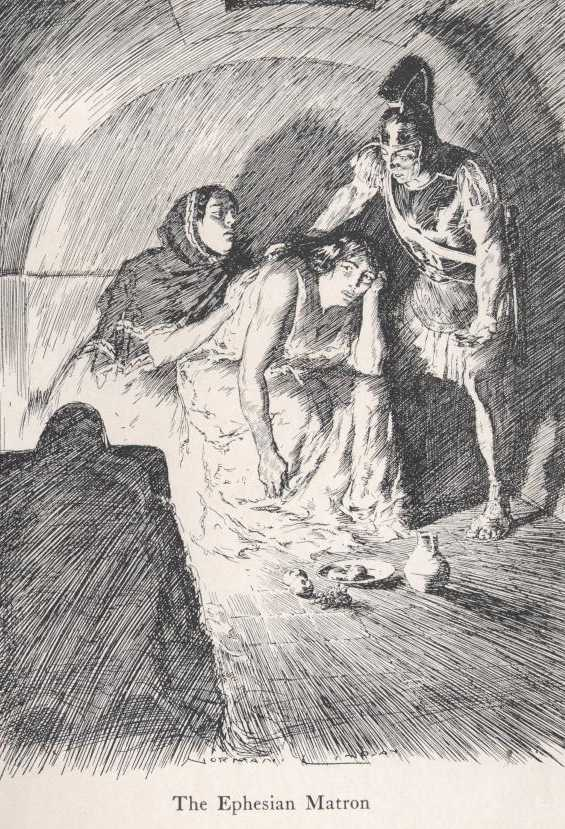
"Matrona de Éfeso", episódio do Satiricon.

Lindsay visitou a Europa em 1909, seguida por Rose mais tarde. Em Nápoles, ele desenhou 100 ilustrações em bico de pena do Satiricon de Petrônio e visitou o South Kensington Museum, onde fez esboços de modelos de navios da coleção do museu. Lindsay voltou para a Austrália em 1911.

## Acolhimento e patrimônio artístico
Lindsay é amplamente considerado um dos maiores artistas da Austrália, produzindo várias obras usando caneta-tinteiro, gravura, aquarela, pintura a óleo e esculturas em concreto e bronze .
A maior parte de seu trabalho é encontrado em sua antiga casa em Faulconbridge em New South Wales, agora em exibição na Norman Lindsay Gallery and Museum, e muitas obras residem em coleções particulares e corporativas. Suas obras continuam a aumentar de valor e, em 2002, sua pintura a óleo, Spring's Innocence, foi vendida para a National Gallery of Victoria por 333.900 dólares australianos.
Em 1938, Lindsay publicou o livro Age of Consent, que trata da experiência de um pintor de meia-idade que conhece, durante uma viagem a uma zona rural, uma adolescente que lhe serve de modelo e depois amante. No entanto, o trabalho foi proibido na Austrália até 1962 .

### Censura
Apesar da popularidade de Lindsay, seus nus francos e exuberantes foram considerados altamente polêmicos. Em 1940, Soady escondeu dezesseis caixotes de pinturas, desenhos e gravuras nos Estados Unidos para protegê-los da guerra. Infelizmente, eles foram descobertos por funcionários americanos quando o trem em que estavam pegou fogo. Os trabalhos foram  apreendidos e queimados como pornografia. O irmão mais velho do artista, Lionel, relata que a reação de Lindsay foi: "Não se preocupe, farei mais.".

## Filmografia

### Cinema
A primeira grande adaptação cinematográfica das obras literárias de Lindsay foi The Age of Consent, produzida em 1969 por uma co-produção anglo-australiana e inspirada no livro de Lindsay de 1938 de mesmo nome.
Além disso, em 1994, Sam Neill estrelou o filme Sirens, dirigido por John Duigan e rodado principalmente na casa de Lindsay, Faulconbridge; o filme é conhecido como a estreia no cinema da supermodelo australiana Elle Macpherson .

### Televisão
Em 1972, cinco romances foram transpostos para a televisão pela Australian Broadcasting Corporation, para o aniversário de Lindsay, incluindo: Halfway to Anywhere, Redheap, A Curate in Bohemia, The Cousin from Fiji and Dust ou Polish .

## Obras

### Contos
- A Curate in Bohemia, 1913
- Redheap, 1930 (publicado nos Estados Unidos  come Every Mother's Son)
- Miracles by Arrangement, 1932 (publicado nos Estados Unidos como Mr. Gresham and Olympus)
- Saturdee, 1933
- Pan in the Parlour, 1933
- The Cautious Amorist, 1934 (publicado nos Estados Unidos  em 1932); versão cinematografica: Our Girl Friday, 1953
- Age of Consent, 1938
- The Cousin from Fiji, 1945
- Halfway to Anywhere, 1947
- Dust or Polish?, 1950

### Romances para crianças
- The Magic Pudding, 1918
- The Flyaway Highway, 1936

### Poemas
- A Drum for Ben Boyd Sydney: Angus & Robertson, 1948, ilustrações de Francis Webb

### Outros
- Esforço criativo: um ensaio de afirmação, 1924
- Hyperborea: Two Fantastic Travel Essays, 1928
- Os rabiscos de uma mente ociosa, 1956
- Norman Lindsay: Pencil Drawings, 1969, Angus & Robertson, Sydney
- Desenhos a caneta de Norman Lindsay, 1974

### Autobiografias
- Bohemians of the Bulletin, 1965
- Rooms and Houses, 1968
- My Mask, 1970